# Reinhard Mohn

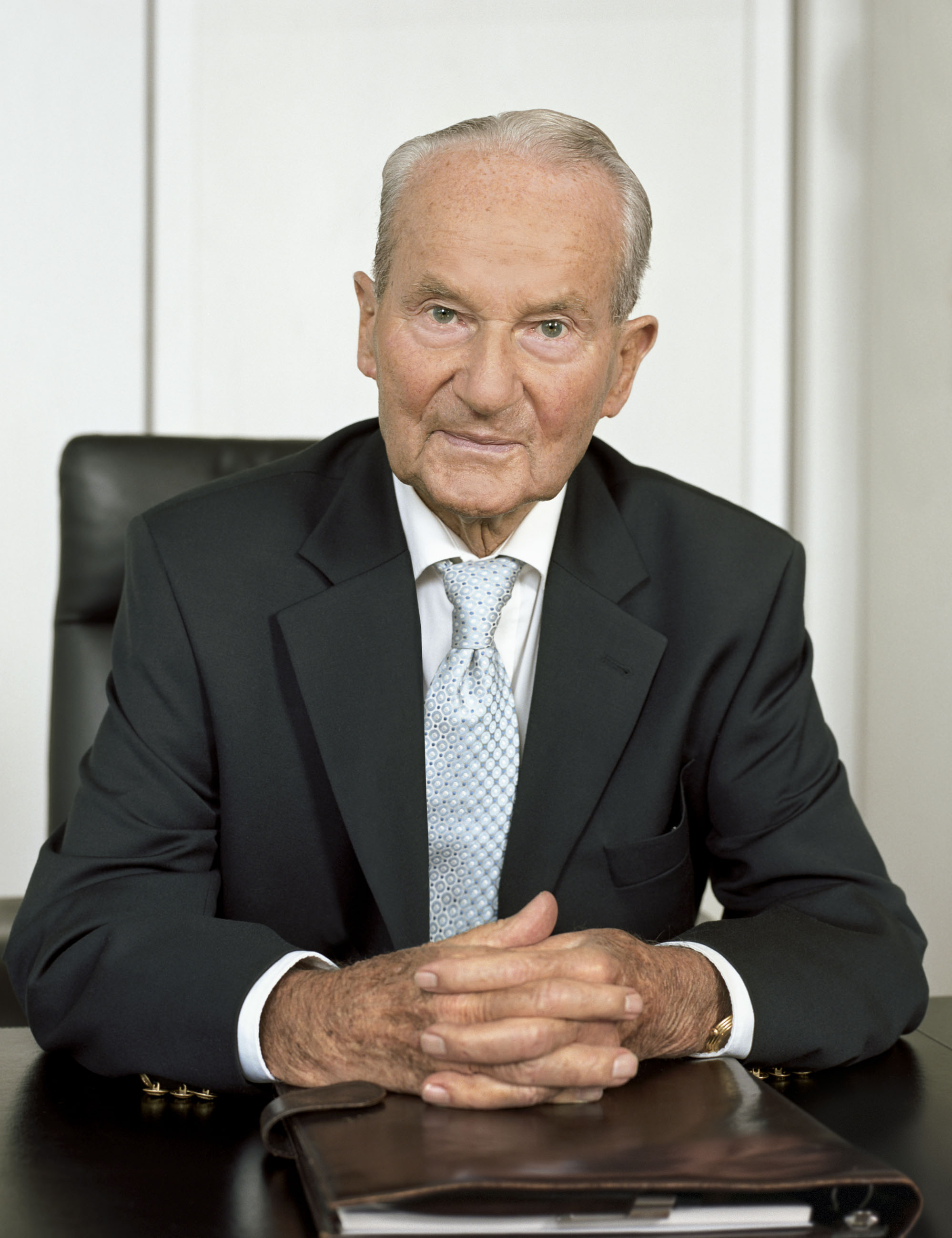
Reinhard Mohn (2008)

Reinhard Mohn (* 29. Juni 1921 in Gütersloh; † 3. Oktober 2009 in Steinhagen) war ein deutscher Unternehmer und Stifter. Unter seiner Führung entwickelte sich das seit 1835 bestehende mittelständische Druck- und Verlagshaus Bertelsmann zu einem international tätigen Medienkonzern. 1977 gründete er die gemeinnützige Bertelsmann Stiftung, die heute eine der größten Stiftungen in Deutschland ist.
Mohn erhielt für seine unternehmerischen und stifterischen Verdienste zahlreiche nationale und internationale Auszeichnungen, etwa das Große Bundesverdienstkreuz mit Stern und den Prinz-von-Asturien-Preis.

## Leben

### Herkunft
Mohn wurde 1921 als fünftes Kind von Agnes Mohn (geb. Seippel) und Heinrich Mohn geboren. Er repräsentierte die fünfte Generation der Eigentümer von Bertelsmann. Sein Großvater Johannes Mohn hatte 1887 die Leitung des Druck- und Verlagshauses von seinem Schwiegervater Heinrich Bertelsmann, Sohn von Carl Bertelsmann, übernommen.
Mohn wuchs in einem streng protestantischen Elternhaus auf. 1939 legte er sein Abitur am Evangelisch-Stiftischen Gymnasium Gütersloh ab und leistete den Reichsarbeitsdienst. Anschließend meldet er sich freiwillig zum Wehrdienst in der Luftwaffe, ursprünglich mit dem Ziel einer Piloten-Ausbildung. Nach seinem Einsatz in einer Fliegerhorstkompanie an der Westfront im 2. Weltkrieg kam Mohn zur Flugabwehr, wurde Gefreiter, Unteroffizier und 1942 schließlich zum Leutnant befördert. Von Frankreich über Italien wurde sein Regiment nach Tunesien verlegt. Am 5. Mai 1943 geriet Mohn in US-amerikanische Kriegsgefangenschaft. Mitte Juni 1943 verlegte man ihn in die Vereinigten Staaten in das Camp Concordia im Bundesstaat Kansas. Mohns eigenen Darstellungen zufolge hat ihn diese Zeit tief geprägt; so habe er sich mit US-amerikanischer Managementliteratur beschäftigt.
Im Januar 1946 kehrte Reinhard Mohn nach Gütersloh zurück. Da sein ältester Bruder Hans Heinrich bereits 1939 gefallen war und sich der zweitälteste, Sigbert, noch in Kriegsgefangenschaft befand, entschied er sich für eine Lehre als Buchhändler, um anschließend in das väterliche Geschäft einzusteigen. Sein Vater Heinrich Mohn war unter anderem als förderndes Mitglied der SS und wegen finanzieller Zuwendungen an weitere NS-Organisationen in den Fokus der britischen Besatzungsbehörden geraten. Er trat im April 1947 seine Verlagslizenz an Reinhard ab, der fortan die Verlagsgeschäfte führte.

### Familie
1948 heiratete Mohn Magdalene Raßfeld (1923–2021), die er aus seiner Schulzeit kannte. Aus dieser Verbindung gingen die Kinder Johannes, Susanne und Christiane hervor. 1982 wurde die Ehe geschieden, im selben Jahr heiratete Mohn Elisabeth Scholz. Beide führten bereits seit den 1950er Jahren eine Beziehung. Nach der Hochzeit adoptierte Mohn die drei gemeinsamen Kinder Brigitte, Christoph und Andreas.

## Wirken

### Bertelsmann
1947 übernahm Mohn die Leitung des während des Zweiten Weltkriegs weitgehend zerstörten C. Bertelsmann Verlags. 1950 gründete er den Bertelsmann Lesering, der die Grundlage für das schnelle Wachstum des Unternehmens in den darauffolgenden Jahrzehnten bildete. Dabei band er von Beginn an die Mitarbeiter eng ein, etwa durch eine 1951 eingeführte Darlehensbeteiligung. 1969 führte er die bundesweit als vorbildlich angesehene Gewinnbeteiligung für Mitarbeiter ein. Als Unternehmer betrieb Mohn konsequent die Ausweitung des traditionellen Verlagsgeschäftes hin zu einem Medienkonzern: So stieg er in die Musik- und Filmproduktion ein, investierte in das Zeitschriftengeschäft und forcierte die internationale Expansion. Eine in den Jahren 1969/70 geplante Fusion von Bertelsmann mit dem Axel Springer-Konzern kam nicht zustande.
1971 wandelte Mohn das Familienunternehmen in eine Aktiengesellschaft um. Auf diesem Weg schuf er eine weitere strukturelle Voraussetzung für den Aufstieg von Bertelsmann zu einem der weltweit führenden Medienkonzerne. Mohn wurde Vorstandsvorsitzender und führte in dieser Position eine partnerschaftliche Unternehmenskultur fort, deren wesentlicher Bestandteil der Dialog zwischen Geschäftsführung und Mitarbeitern ist. Im Jahr 1976 ließ er eine neue Konzernzentrale errichten, in der sich bis heute der Hauptsitz des Unternehmens Bertelsmann befindet. In dieser Zeit betrieb Mohn auch den Einstieg in das für Bertelsmann wichtige US-amerikanische Verlagsgeschäft. Mit dem Erwerb von Bantam Books (1977/1980) und Doubleday (1986) entstand die seinerzeit größte Publikumsverlagsgruppe der Vereinigten Staaten.
1981 wechselte Mohn vom Vorstand in den Aufsichtsrat, den er weitere zehn Jahre leitete.  Er blieb weiterhin in das operative Geschäft eingebunden. Im Alter von 70 Jahren legte er schließlich sein Mandat nieder, blieb aber Ehrenvorsitzender des Aufsichtsrats. Fortan widmete er sich primär seinem gemeinnützigen Engagement, insbesondere der Bertelsmann Stiftung. 1999 übertrug Mohn die ihm bis dahin allein zustehende Kontrolle über die Stimmrechte von rund 90 % der Aktien an Bertelsmann auf die Bertelsmann Verwaltungsgesellschaft. Mit diesem Schritt wollte er die Kontinuität seines Unternehmens sicherstellen.

### Bertelsmann Stiftung
1977 gründete Mohn die gemeinnützige Bertelsmann Stiftung. Sie war zunächst mit einem Kapital von 100.000 Mark ausgestattet. Mohn unterstützte das von der Geschäftsführung entwickelte Konzept einer operativen Stiftung, die selbst Projekte entwickelt und betreut. Auf seine Initiative beteiligte sich die Bertelsmann Stiftung beispielsweise am Aufbau der Stadtbibliothek Gütersloh und rief den Carl Bertelsmann-Preis (heute Reinhard-Mohn-Preis genannt) ins Leben.
In den 1980er Jahren entwickelte sich die Bertelsmann Stiftung zu einem Schwerpunkt des gesellschaftspolitischen Engagements von Mohn. 1993 wurde ihr die Mehrheit der Kapitalanteile an Bertelsmann übertragen. Die Bertelsmann Stiftung wurde so zum größten Aktionär des Konzerns. Im Schenkungsvertrag wurden Kapitalanteile und Stimmrechte strikt getrennt, sodass weder die Stiftung noch der Konzern einen nennenswerten organschaftlichen Einfluss auf den jeweils anderen ausüben kann.
Mohn stockte den Etat der Bertelsmann Stiftung in den 1990er Jahren massiv auf. Neben seinem Engagement in Deutschland unterstützte er Projekte in Spanien, etwa die Fundació Biblioteca d´Alcúdia Can Torró auf Mallorca. 1995 gründete er die Fundación Bertelsmann mit den heutigen Sitzen in Barcelona und Madrid als selbstständige Tochterstiftung der Bertelsmann Stiftung. Sie widmet sich aktuell einer Förderung der dualen Ausbildung, um die Jugendarbeitslosigkeit zu senken. Die 2008 gegründete Bertelsmann Foundation North America mit Sitz in Washington, D.C. kümmert sich unter anderem um die transatlantische Zusammenarbeit.
In den ersten Jahren fungierte der Stifter als alleiniger Vorstand der Bertelsmann Stiftung. 1979 wurde ein Geschäftsführer eingestellt, ab 1983 ließ sich Mohn durch einen Beirat unterstützen, im Jahr 1993 wurde auch der Vorstand personell erweitert. Ab 1998 zog sich Mohn von der Führungsspitze zurück: Er gab zunächst den Vorsitz des Vorstands und ein Jahr später auch den Vorsitz des Beirats auf. Aufgrund mehrerer struktureller und personeller Veränderungen hatte Mohn von Ende 2000 bis Mitte 2001 übergangsweise erneut den Vorsitz beider Führungsgremien der Bertelsmann Stiftung inne, bis ihm schließlich Gunter Thielen als Vorstandsvorsitzender nachfolgte. 2004 schied er endgültig aus dem Vorstand der Bertelsmann Stiftung aus, blieb aber als Stifter qua Satzung bis zu seinem Tod im Jahr 2009 Mitglied des Kuratoriums.

## Ehrungen (Auswahl)
- 1981: Ehrenbürger der Stadt Gütersloh[75]
- 1987: Freund der Internationalen Buchmesse Jerusalem[76]
- 1992: Aufnahme in die Hall of Fame des Manager Magazins[77]
- 1994: Großes Verdienstkreuz des Verdienstordens der Bundesrepublik Deutschland[7]
- 1996: Europäischer Stifterpreis[78]
- 1996: Ehrenmitglied des Club of Rome[79]
- 1997: Schumpeter-Preis[80]
- 1998: Großes Verdienstkreuz mit Stern der Bundesrepublik Deutschland[7]
- 1998: Prinz-von-Asturien-Preis[8]
- 1998: Goldmedaille des Bundesverbands Deutscher Stiftungen[81]
- 1998: Integrationspreis der Stiftung Apfelbaum
- 1998: Hanns Martin Schleyer-Preis[78]
- 1999: Staatspreis des Landes Nordrhein-Westfalen[82][83]
- 1999: Großkreuz des Spanischen Zivilverdienstordens[84]
- 2000: Bernhard-Harms-Medaille[85]
- 2000: Jakob Fugger-Medaille[86]
- 2001: Ehrendoktor der Westfälischen Wilhelms-Universität Münster[87]
- 2002: Zukunftspreis der CDU-Sozialausschüsse[88][89]
- 2003: Teddy-Kollek-Preis der Jerusalem Foundation[90]
- 2005: Ehrenbürger der Stadt Alcúdia, Mallorca[91]
- 2007: Deutscher Gründerpreis für sein Lebenswerk[92]
- 2010 (post mortem): Goldmedaille der Balearen[93]
- 2021: Umbenennung einer Straße in Gütersloh in „Reinhard-Mohn-Straße“[94]

## Werke
Insbesondere ab den späten 1980er Jahren war Reinhard Mohn auch publizistisch tätig. Er ist Autor mehrerer Bücher und Zeitschriftenartikel, in denen er sich mit gesellschaftlichen und wirtschaftlichen Themen auseinandersetzte. 1985 veröffentlichte er den Aufsatz „Die Eitelkeit im Leben des Managers“, in dem er ein auf sich selbst bezogenes Managertum anprangerte. Mit seinen Ausführungen zu diesem Thema erregte Mohn immer wieder Aufsehen.  1986 manifestierte er mit „Erfolg durch Partnerschaft“ die Grundsätze der Unternehmenskultur von Bertelsmann. In „Menschlichkeit gewinnt“ – ein Bericht an den Club of Rome – aus dem Jahr 2000 setzte er sich insbesondere für einen partnerschaftlichen Führungsstil als Ordnungsmodell einer modernen Organisationsstruktur ein. „Die gesellschaftliche Verantwortung des Unternehmers“ von 2001 definiert einen ordnungspolitischen Rahmen, in dessen Zentrum das Unternehmertum steht. 2008 erschien unter dem Titel „Von der Welt lernen“ sein letztes Werk, in dem Mohn prägende Teile seines eigenen Lebens autobiografisch aufarbeitete. Es entstand in Zusammenarbeit mit der Autorin Andrea Stoll, die auch das Drehbuch zu dem Film „Es müssen mehr Köpfe ans Denken kommen“ von Roland Suso Richter geschrieben hatte. Dieser Film war das Geschenk des Bertelsmann-Vorstands zum 85. Geburtstag von Mohn im Jahr 2006.

## Sonstiges
1991 richtete der Vorstand von Bertelsmann anlässlich des 70. Geburtstages von Reinhard Mohn an der privaten Universität Witten/Herdecke einen Reinhard-Mohn-Lehrstuhl für Unternehmensführung, Wirtschaftsethik und gesellschaftliche Evolution ein.
2006 errichtete Mohn die nach ihm benannte Reinhard-Mohn-Stiftung, die seit 2010 von seinem Sohn Christoph Mohn geleitet wird. Nach Reinhard Mohns Tod kam die Stiftung in Besitz von Kapitalanteilen an Bertelsmann, die Reinhard Mohn über eine Zwischengesellschaft gehalten hatte.
2010 würdigte die Universität Witten/Herdecke Mohn mit einem Institut für Unternehmensführung und Corporate Governance, dem heutigen Reinhard-Mohn-Institut für Unternehmensführung. Zu ihm gehören der 1991 gestiftete Reinhard-Mohn-Lehrstuhl für Unternehmensführung, eine Professur für Strategische Organisation und eine Forschungsprofessur.
2011 verlieh die Bertelsmann Stiftung erstmals den Reinhard-Mohn-Preis, der den Carl Bertelsmann-Preis fortsetzt. Die Auszeichnung würdigt international renommierte Persönlichkeiten für wegweisende Lösungen zu gesellschaftlichen und politischen Herausforderungen.
Mohn war Vorlage für die Figur des Verlegers Assperg im Schlüsselroman Johann Holtrop (2012) des Schriftstellers Rainald Goetz.

## Kritik
Mohn wurde für seinen Umgang mit der Vergangenheit des Bertelsmann-Konzerns kritisiert. Nachdem in den 1990er Jahren Fragen zu dessen Rolle im Dritten Reich laut wurden, wurde mit Unterstützung Mohns eine unabhängige historische Kommission zur Aufarbeitung der NS-Zeit eingesetzt. In ihrem Abschlussbericht 2002 urteilte sie, dass die jahrzehntelang verbreitete Legende vom „Widerstandsverlag“ nicht zu halten sei, stattdessen war Bertelsmann größter Buchproduzent der Wehrmacht.
2010 kritisierte der Autor und Journalist Thomas Schuler eine „steuersparende Verflechtung“ von Bertelsmann und Bertelsmann Stiftung. Die von Mohn geschaffenen Strukturen hätten seiner Familie Erbschaftssteuer in Milliardenhöhe gespart. Diese wäre nach der damaligen Rechtsauffassung allerdings nicht angefallen.